# Mars Express
Pour le film de science-fiction, voir Mars Express (film).
Mars Express est une sonde spatiale de l'Agence spatiale européenne (ESA) lancée le 2 juin 2003 pour étudier la planète Mars. Il s'agit de la première mission d'exploration d'une autre planète du système solaire lancée par l'Agence européenne. Sa mission est de recueillir des données sur la surface, l'atmosphère, l'ionosphère et le sous-sol de la planète. La sonde comprend un orbiteur et un petit atterrisseur, Beagle 2, chargé de se poser sur la surface et de déceler d'éventuelles traces de vie.
Mars Express est développée dans un laps de temps relativement court en reprenant en partie l'architecture de la sonde Rosetta tandis que cinq des sept instruments ont été développés pour la sonde russe Mars 96. Elle est lancée le 2 juin 2003 par une fusée Soyouz et se place en orbite autour de Mars le 25 décembre de la même année. Toute trace de Beagle 2 est perdue peu après sa séparation avec la sonde principale.
Mars Express a obtenu de nombreux résultats scientifiques : détermination de la nature des calottes polaires et estimation du volume d'eau stockée, composition de l'atmosphère martienne et interactions de celle-ci avec le vent solaire, observation du cycle saisonnier de l'eau, cartographie tridimensionnelle des reliefs, détection de minéraux hydratés prouvant la présence par le passé d'eau sur de longues périodes à la surface et cartographie des régions concernées, détection de présence d'eau à l'état liquide sous la calotte glaciaire du pôle sud. La mission, d'une durée initiale de 23 mois, a été prolongée à plusieurs reprises. 

## Contexte
|                                 | Mars Express          | Venus Express         |
| ------------------------------- | --------------------- | --------------------- |
| Masse au lancement              | 1 042 kg              | 1 270 kg              |
| Masse à vide                    | 680 kg                | 730 kg                |
| Coût                            | 280 millions €        | 220 millions €        |
| Instruments scientifiques       | 7                     | 7                     |
| Masse instruments scientifiques | 116 kg                | 93 kg                 |
| Durée de la mission primaire    | 689 j.                | 500 j.                |
| Volume de données produit       | 0,5-5 gigaoctets/jour | 0,5-5 gigaoctets/jour |

La mission spatiale martienne russe Mars 96 est réalisée en 1996 avec une forte participation européenne concrétisée par la réalisation de cinq des instruments scientifiques. La destruction de la sonde spatiale à la suite d'une défaillance de son lanceur Proton est un coup dur pour les scientifiques européens. La Russie, en pleine crise financière, n'a pas les moyens de construire une copie de Mars 96 et il n'est pas envisageable d'embarquer un nombre aussi important d'instruments à bord des missions américaines en développement. Fin 1996, l'agence spatiale française, le CNES, étudie la réalisation d'un orbiteur de petite taille reposant sur l'utilisation de sa plateforme Proteus pour mini-satellite capable d'embarquer environ 100 kg de charge utile, les cinq expériences scientifiques (spectromètre et expérience d'occultation française, caméra à haute résolution allemande, spectromètre de Fourier italien et spectromètre à ions suédois). Cette mission baptisée Mars 2001 est initialement un projet des agences spatiales française et allemande. L'Agence spatiale européenne, influencée par la mise en place des missions d'exploration du système solaire à bas coût de la NASA (programme Discovery) décide de s'en inspirer avec la création des missions "flexi" (flexibles) à petit prix. La réduction des coûts repose sur une structure de management simplifiée, la sélection en amont d'instruments scientifiques déjà existants et la délégation aux industriels de responsabilités plus importantes.
Le coût des missions "flexi" est plafonné à 175 millions d'euros, mais est réduit à 150 millions pour la mission martienne car tous les instruments scientifiques sont déjà disponibles. Le projet, baptisé Mars Express, est la première mission spatiale à destination de Mars de l'Agence spatiale européenne. Mars Express doit emporter les cinq instruments de Mars 96 ainsi que deux petits atterrisseurs de 150 kg. L'un des deux est finalement abandonné au profit d'un radar italo-américain qui doit étudier les couches de glace enfouies dans le sous-sol. Début 1997, le conseil scientifique de l'agence approuve le développement de la mission. À l'issue d'une phase d'étude, le projet est confirmé par ce conseil scientifique en novembre 1998 sous réserve que les moyens budgétaires nécessaires ne soient pas obtenus au détriment des autres missions en cours de développement. La fabrication de l'orbiteur est confiée à l'industriel Matra Marconi Space (devenu par la suite Astrium) pour un coût de 60 millions €. En décembre 1997, l'ESA lance un appel d'offres pour la conception de l'atterrisseur. Trois projets sont proposés respectivement par le Royaume-Uni, l'Allemagne et la Russie, la France et la Finlande (NetLander). Au cours de l'été 1998, la proposition britannique est retenue : l'atterrisseur est baptisé Beagle 2 en hommage au navire de Charles Darwin. Le projet Mars Express est définitivement approuvé le 19 mai 1999 avec un objectif de lancement en 2003. À cette date, les positions respectives de la Terre et de Mars permettent de réaliser le transit dans des conditions exceptionnellement favorables qui ne se reproduisent que tous les quelques milliers d'années.

## La mission Mars Express

### Objectifs scientifiques
Les objectifs de la mission sont :
- dresser une carte en couleur et en relief de la surface de la planète avec une résolution de 10 mètres par pixel et pour des zones choisies de 2 mètres par pixel ;
- réaliser une carte fournissant la composition minéralogique de la surface avec une résolution de 100 mètres par pixel ;
- localiser à l'aide d'un radar la présence d'éventuelles poches d'eau ou de glace dans le sous-sol de Mars ;
- déterminer la composition de l'atmosphère et les processus en jeu : échanges avec la surface, le vent solaire et le milieu interplanétaire ;
- déterminer le champ de gravité de la planète et les propriétés diélectriques de la surface de la planète ;
- identifier des traces de vie passées ou présentes (atterrisseur Beagle 2).

### Profil de la mission
La sonde a été lancée en 2003 pour profiter d'une configuration particulièrement propice qui ne se reproduit que tous les 15 à 17 ans et qui permet à la sonde de rejoindre Mars en 7 mois au lieu des 9 à 12 mois habituels. Cinq jours avant de manœuvrer pour s'insérer en orbite autour de Mars, l'atterrisseur Beagle 2 est largué sur une trajectoire qui doit lui permettre d'effectuer une rentrée atmosphérique dans la planète. La sonde utilise peu après son moteur principal pour s'insérer après plusieurs manœuvres sur une orbite polaire elliptique (250 × 10 142 km) d'inclinaison 86°35' qu'elle parcourt en 6,75 heures. Il aurait été préférable que l'orbite soit circulaire pour établir des cartes. Pour cela, il aurait fallu soit embarquer beaucoup plus de carburant avec une augmentation sensible du coût de la mission ou avoir recours à l'aérofreinage mais seule la NASA maitrise cette technique très délicate mise en œuvre par Mars Global Surveyor et Mars Odyssey.
La durée nominale de la mission de l'orbiteur était d'une année martienne, soit 687 jours terrestres, et elle devrait ainsi prendre fin le 30 novembre 2005. La prolongation de la mission d'une année martienne jusqu'au 31 octobre 2007 est prévue dès le départ car un surplus de carburant a été emporté.
L'atterrisseur Beagle 2 doit se poser sur Isidis Planitia, un bassin sédimentaire qui pourrait avoir préservé les traces d'une éventuelle vie. Le lieu d'atterrissage (11,6°N, 90,75°E) a été également choisi car il est situé à une altitude suffisamment basse pour permettre de limiter l'épaisseur de l'isolation thermique nécessaire, donc sa masse, et assez dans une atmosphère assez dense pour que les parachutes le freinent efficacement. Le site n'est pas trop rocheux et comporte peu de dénivelés importants ce qui limite le nombre de rebonds qu'aura à subir Beagle 2 sur ses coussins gonflables (« airbags »). Le tout réduit les risques à l'atterrissage.

## Caractéristiques techniques de la sonde spatiale
| Abréviation                     | Composant                              | Masse (kg) |
| ------------------------------- | -------------------------------------- | ---------- |
| Masse sèche                     | Masse sèche                            | 493        |
| HRSC                            | Caméra stéréoscopique                  | 21,2       |
| PFS                             | Spectromètre infrarouge                | 33,4       |
| OMEGA                           | Spectro-imageur                        | 28,8       |
| MARSIS                          | Radar                                  | 12         |
| ASPERA                          | Analyseur gaz rares et ionisés         | ?          |
| SPICAM                          | Spectromètre ultraviolet et infrarouge | 4,9        |
| Masse instruments scientifiques | Masse instruments scientifiques        | 113        |
| Atterrisseur                    | Atterrisseur                           | 60         |
| Ergols                          | Ergols                                 | 457        |
| Masse totale                    | Masse totale                           | 1 120      |

Le corps de la sonde spatiale a la forme d'un parallélépipède de 1,5 × 1,8 × 1,4 m, sur lequel se greffent les différents équipements externes. Sur une de ses faces est placée une antenne parabolique grand gain et sur deux autres, les deux panneaux solaires. La structure est réalisée en nid d'abeille d'aluminium. Sa masse au décollage était de 1 052 kg, dont 427 kg de carburant et 60 kg pour l'atterrisseur Beagle 2. Le contractant principal de Mars Express est la société EADS Astrium, à Toulouse. Le lancement a été effectué par la société russo-européenne Starsem, chargée de la commercialisation des lanceurs Soyouz.

### Énergie électrique
L'énergie électrique est fournie par deux panneaux solaires qui se déploient peu après que la coiffe du lanceur Soyouz a été éjectée. Ils ont une surface totale de 11,42 m2 et fournissent 650 watts lorsque Mars se trouve à son point le plus éloigné du Soleil. Cette capacité est suffisante pour la consommation de l'instrumentation scientifique et des équipements chargés de maintenir la sonde en état de marche, qui culmine à 500 watts durant les échanges de données avec la Terre. Les panneaux solaires sont orientables pour maintenir leur surface perpendiculaire aux rayons du Soleil. En parcourant son orbite, la sonde subit périodiquement des éclipses de Soleil d'une durée de 90 minutes, durant lesquelles trois batteries lithium-ion, d'une capacité totale de 67,5 Ah prennent le relais.

### Propulsion
Le moteur-fusée principal de Mars Express est utilisé pour placer la sonde sur son orbite martienne. Il consomme des ergols liquides contenus dans deux réservoirs de 267 litres. Le mélange est mis sous pression grâce à un réservoir d'hélium pressurisé de 35 litres, et fournit une poussée de 400 newtons. Pour les corrections de trajectoire, la sonde dispose de huit petits moteurs-fusées pouvant délivrer une poussée de 10 newtons, et qui sont fixés aux quatre coins de la plateforme de la sonde. Ils utilisent les mêmes carburants que le moteur principal. En cas de défaillance du propulseur principal, ces petits propulseurs pouvaient également être utilisés pour placer Mars Express en orbite autour de Mars, sans toutefois lui permettre d'atteindre son orbite de travail. Le développement de ces moteurs d'appoint a été réalisé dans le cadre de la mission Cluster.

### Contrôle d'attitude
Mars Express est stabilisé 3 axes. Pour ses communications avec les stations sur Terre, la précision du pointage doit être de 0.15°. Celle-ci est obtenue à l'aide de plusieurs équipements :
- deux senseurs stellaires, dont les capteurs sont analogues à de petits télescopes, qui permettent de déterminer l'orientation de la sonde en identifiant automatiquement les configurations d'étoiles visibles ;
- trois gyromètres à fibre optique (un pour chaque axe de la sonde), développés pour la sonde Rosetta et qui déterminent les vitesses de rotation radiales de la sonde ;
- deux senseurs solaires, également développés pour Rosetta, qui sont utilisés par la sonde pour s'orienter par rapport au Soleil, juste après le lancement et si la sonde subit une désorientation importante.

Les petites corrections d'orientation sont effectuées à l'aide de roues de réaction : ces équipements sont utilisés pour contrôler l'orientation lorsque la sonde fait fonctionner ses moteurs ou pour maintenir l'antenne ou les instruments scientifiques pointés vers leur cible tout au long de l'orbite.

### Télécommunications
Lorsque la sonde spatiale Mars Express entame son transit vers Mars, elle utilise une antenne faible gain de 40 cm de diamètre, placée sur l'une des faces de la plateforme. Pour ses échanges de données avec la Terre, la sonde dispose d'une antenne parabolique grand gain de 1,6 mètre de diamètre. Lorsqu'elle circule sur son orbite autour de Mars, sa période orbitale est de 7,5 heures. La sonde spatiale pointe son antenne durant 6 heures vers la Terre, ce qui lui permet d'envoyer et de recevoir des données. Durant l'heure et demie restante, la sonde pointe son antenne vers la surface de Mars, ce qui permet aux instruments scientifiques de collecter leurs données. Durant cette phase, elle peut relayer vers la Terre des données venues du sol martien, qu'elle recueille grâce à deux antennes UHF. Ce dispositif, prévu pour récupérer les données scientifiques de Beagle 2, a été utilisé pour communiquer avec les rovers MER de la NASA. Le système de télécommunication utilise la bande X (7,1 GHz) pour envoyer des données vers la Terre, avec un débit qui peut atteindre 230 kbit/s, et la bande S pour recevoir des instructions. Lorsque les données ne peuvent pas être envoyées immédiatement aux stations terrestres, elles sont stockées provisoirement dans une mémoire d'une capacité de 12 gigabits.

### Contrôle thermique
La majeure partie des composants internes de Mars Express doivent être maintenus à une température comprise entre 10 et 20 °C. Cette température est obtenue grâce aux couches de matériau isolant, réalisé en alliage d'aluminium recouvert d'une mince couche d'or, qui entourent le corps de la sonde spatiale. Certains équipements, tels que les panneaux solaires et l'antenne grand gain, ne peuvent pas être protégés et sont portés à des températures de 150 °C, lorsqu'ils sont exposés au Soleil, et à −100 °C lorsqu'ils se trouvent à l'ombre. Dans ces conditions, il est important qu'ils ne se déforment pas lorsque la température varie : à cet effet, ils sont réalisés en composite carbone. Les instruments PFS et OMEGA doivent être maintenus à une température de −180 °C, et les capteurs des caméras doivent également rester à une température extrêmement basse. Ces équipements sont isolés du reste de la sonde et sont reliés à des radiateurs situés sur une face qui n'est pas exposée au Soleil, ce qui permet d'évacuer la chaleur dans l'espace, dont la température est de −270 °C.

### Instruments scientifiques

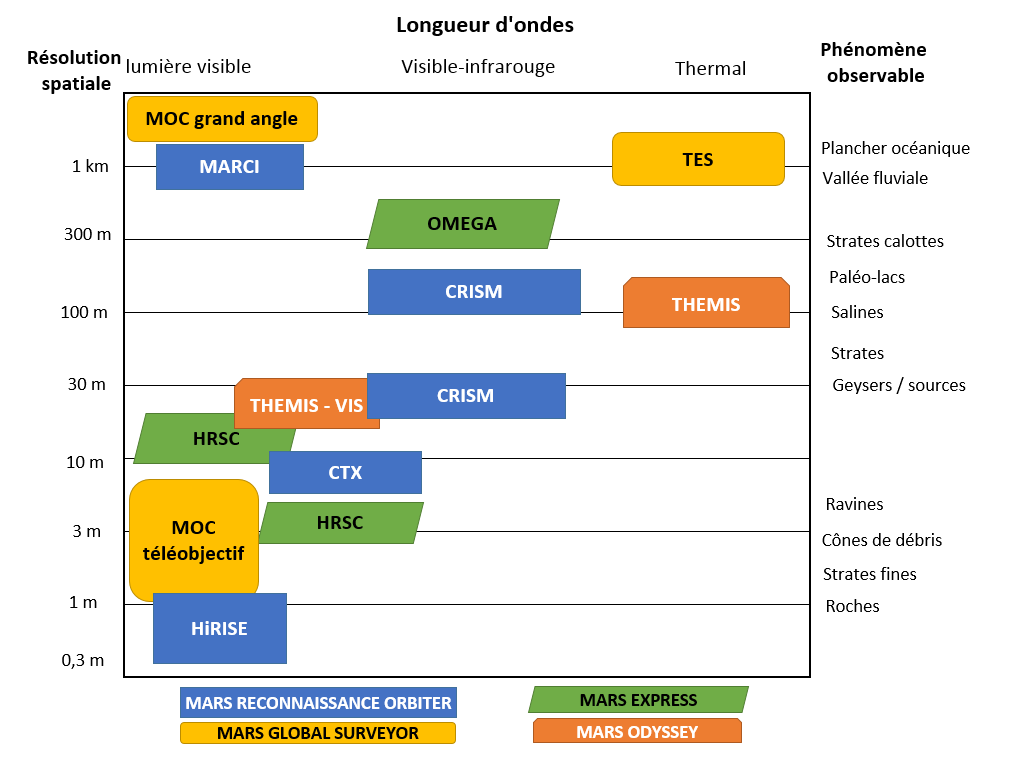
Comparaison des performances des instruments optiques embarqués à bord des orbiteurs martiens MRO, Mars Express, Mars Global Surveyor et 2001 Mars Odyssey.

La charge utile de l'orbiteur est constituée de sept instruments, d'une masse totale de 116 kg :
1. ASPERA (Analyser of Space Plasmas & EneRgetic Atoms) est un instrument qui permet d'analyser les particules chargées et neutres autour de la planète Mars. L'objectif est de comprendre comment les particules du vent solaire interagissent avec l’atmosphère martienne, et par quel mécanisme le vent solaire éjecte les particules de l'atmosphère dans le milieu interstellaire. Il est développé par l'Institut suédois de physique spatiale de Kiruna[12], avec une participation française ;
2. HRSC (High Resolution Stereo Camera) est une caméra produisant des images en trois dimensions en couleur à haute résolution (de 10 mètres par pixel pouvant aller jusqu'à 2 mètres par pixel). Elle est fabriquée par l'Université libre de Berlin et la DLR. HRSC cartographie la surface de Mars. Par stéréographie, la caméra est également capable de fournir des données topographiques et ainsi permettre la réalisation de Modèles Numériques de Terrain (MNT) avec une précision supérieure à celle de Mola, le laser altimètre américain embarqué sur MGS[13] ;
3. OMEGA (Observatoire pour la Minéralogie, l'Eau, les Glaces et l'Activité) est un spectromètre opérant dans le proche infrarouge et les micro-ondes (gamme de longueurs d'onde de 350 µm à 5,1 µm). Il étudie la composition minéralogique de la surface et la distribution de certains composés de l'atmosphère, et a été conçu par l'Institut d'astrophysique spatiale d'Orsay[14] ;
4. PFS (Planetary Fourier Spectrometer) est un spectromètre infrarouge développé par l'Institut de physique de l'espace interplanétaire de Rome (Italie), optimisé pour l'étude des différents composants de l'atmosphère martienne que sont le dioxyde de carbone (95 %), l'eau, le monoxyde de carbone, le méthane et le formaldéhyde[15] ;
5. MaRS (Mars Radio Science) est un instrument de l'université de Cologne de radioscience, utilisant le système radio de l'orbiteur pour étudier par occultation radio l'ionosphère, l'atmosphère, la surface et le sous-sol de Mars[16] ;
6. MARSIS (Mars Advanced Radar for Subsurface and Ionosphere Sounding) est un radar destiné à la détection de présence d'eau sous forme liquide ou solide sous la surface martienne, jusqu'à une profondeur de 3 à 4 km. Il est réalisé par l'université de Rome « La Sapienza »[17] ;
7. SPICAM (SPectroscopy for the Investigation of the Characteristics of the Atmosphere of Mars) est un spectromètre opérant dans l'ultraviolet et l'infrarouge, mesurant le taux d'ozone et de vapeur d'eau de l'atmosphère. Il est conçu par le service d'aéronomie du CNRS de Verrières-le-Buisson en France[18].

### Le contrôle au sol

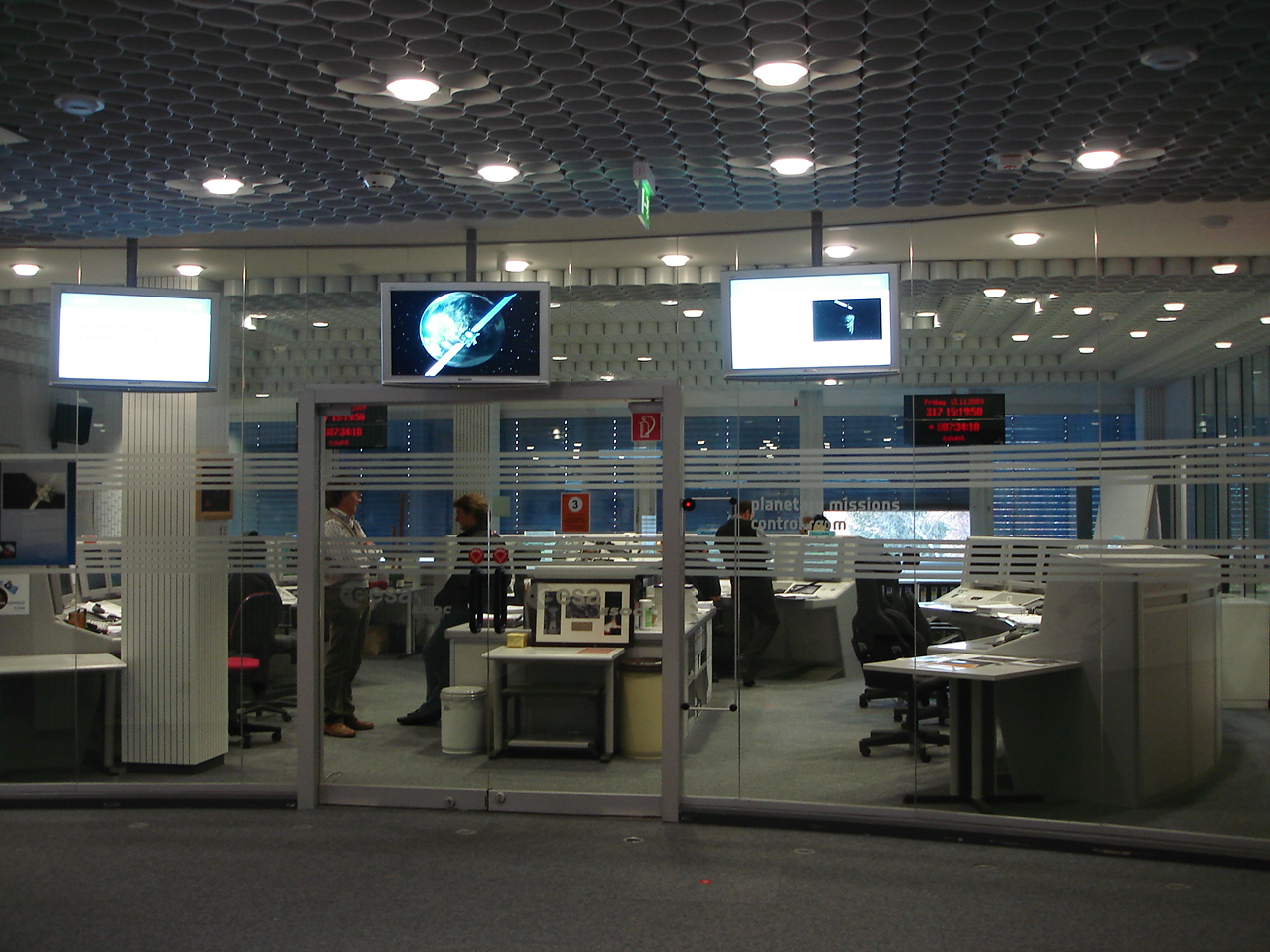
La salle de contrôle à l'ESOC.

Le contrôle de la mission est assuré par le Centre européen d'opérations spatiales (ESOC). La salle de contrôle, nommée « salle de contrôle des missions planétaires » (en anglais Planetary missions control room), est partagée avec les missions Rosetta et Vénus Express. L'équipe de contrôle est constituée d'un manager des opérations (Spacecraft Operations Manager), de 8 ingénieurs d'opérations (Spacecraft Operations Engineers), de 3 planificateurs (Mission Planners), d'un analyste (Spacecraft Analyst) et de 5 contrôleurs (Spacecraft Controllers) ; formée 4 ans avant le lancement, elle utilise le logiciel SCOS-2000. Celle-ci est secondée par plusieurs autres équipes, chargées par exemple du support informatique ou du calcul de la trajectoire.
L'atterrisseur est contrôlé par l'agence spatiale Britannique au LOCC (Lander Operations Control Centre), depuis Leicester.
La sonde passe une partie de chaque orbite tournée vers Mars et une partie tournée vers la Terre, pour transmettre à 230 kbit/s les informations collectées (entre 0,5 et 5 Go par jour), comme Venus Express. Après 6 mois environ, les données scientifiques sont transmises au Centre européen d'astronomie (ESAC) et stockées dans le Mars Express science data archive. Les antennes utilisées pour communiquer avec la sonde sont celles de New Norcia, en Australie, et de Cebreros en Espagne ; toutes deux mesurant trente-cinq mètres de haut et étant conçues pour pouvoir communiquer avec les sondes les plus éloignées.

## L'atterrisseur Beagle 2

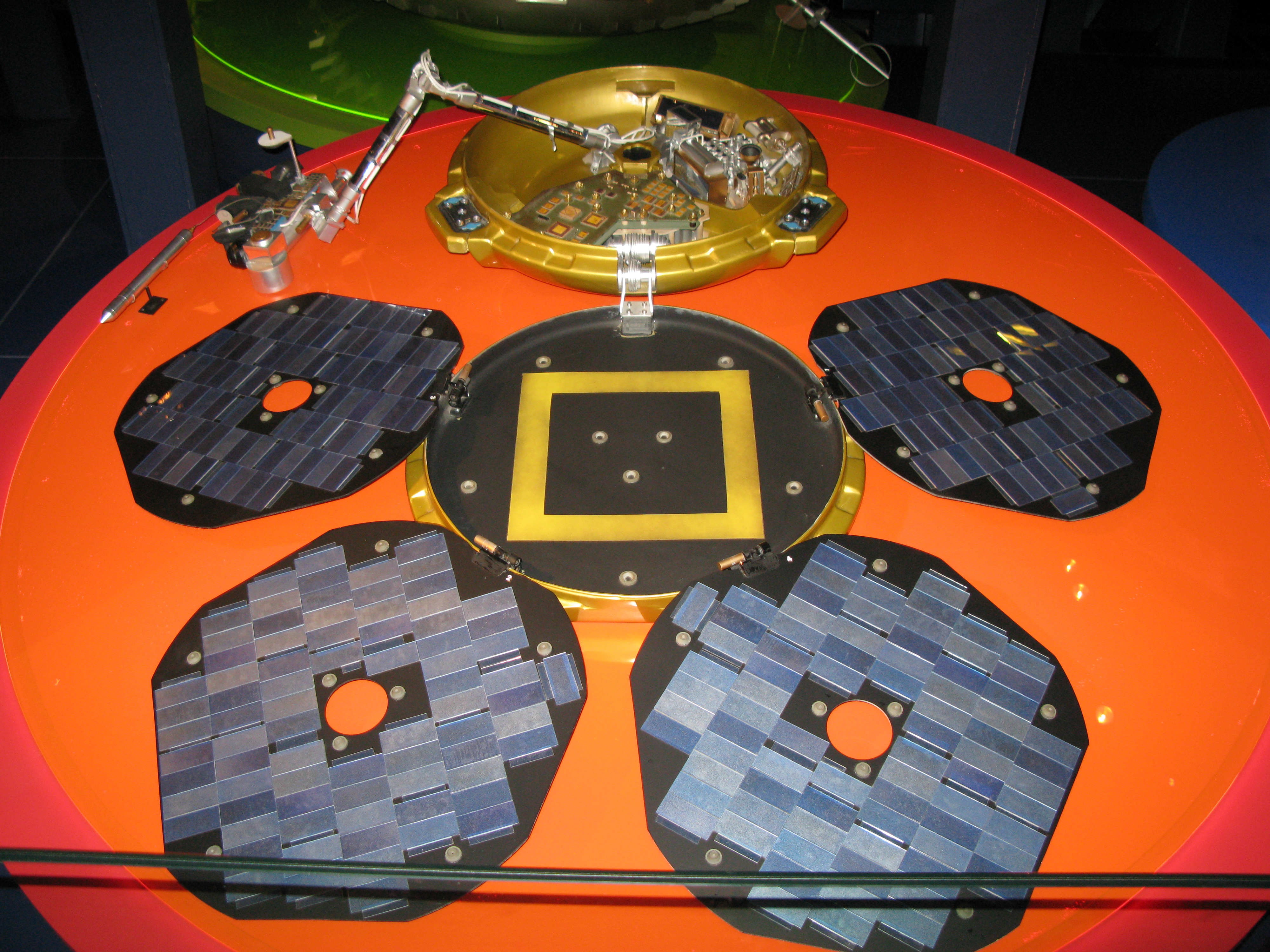
Réplique de Beagle 2.

Beagle 2 est un atterrisseur de très petite taille (68,8 kg) pour pouvoir être lancé par le lanceur Soyouz avec la sonde Mars Express. Il a la forme d'une soucoupe de 92,4 cm de diamètre et de 52,4 cm de haut. Il comporte :
- un bouclier avant et arrière chargé de le protéger durant la rentrée atmosphérique à grande vitesse ;
- un parachute et des coussins gonflables (« airbags ») qui doivent lui permettre de se poser intact sur le sol martien ;
- la capsule destinée à arriver sur le sol qui renferme les instruments scientifiques et l'équipement qui doit permettre de survivre et de transmettre les données recueillies.

Cette dernière a un diamètre de 64 cm pour une hauteur de 23 cm et pèse 33,2 kg. Elle renferme un bras mobile sur lequel sont fixés les instruments : une meuleuse, une foreuse qui permet de prélever un échantillon de sol jusqu'à 3 mètres de l'atterrisseur, une paire de caméras, un microscope, un spectromètre Mössbauer et un spectromètre à rayons X. Un spectromètre de masse installé au sein de la capsule est chargé de mesurer les proportions des différents isotopes de carbone dans l'échantillon de sol ramené par le bras : ces analyses doivent permettre de déterminer si l'échantillon contenait les restes d'organismes vivants. Enfin, plusieurs capteurs doivent permettre de mesurer les caractéristiques de l'environnement : température, pression, vent, poussière, flux ultraviolet. La charge utile est extrêmement miniaturisée puisque sa masse totale est de 11,4 kg.
Une fois la capsule parvenue sur le sol martien, la capsule s'ouvre comme une huître et déploie quatre panneaux solaires à l'arséniure de gallium qui fournissent 87 watts lorsque le Soleil est au plus haut. L'énergie électrique est stockée dans une batterie lithium-ion. Une antenne installée dans le couvercle de la capsule permet de communiquer avec un débit de 2 à 128 kbit par seconde avec la Terre par l'intermédiaire de l'orbiteur.

## Chronologie

### Lancement et transit vers Mars (juin à décembre 2003)
Mars Express est lancée le 2 juin 2003 à 17 h 45 UTC par un lanceur Soyouz doté d'un 4e étage supérieur Fregat depuis le Cosmodrome de Baïkonour au Kazakhstan. La sonde et l'étage supérieur sont placés d'abord sur une orbite d'attente de 200 km puis 1 heure 20 plus tard l'étage Fregat est rallumé et injecte la sonde sur une orbite de transfert vers Mars. Mars Express entame un périple de 400 millions de km en s'éloignant de la Terre à 3 km/s mais avec une vitesse de 32,4 km/s dans le référentiel héliocentrique. La trajectoire de la sonde et sa vitesse sont alors établies avec précision en mesurant le temps mis par des signaux émis par plusieurs stations au sol pour être renvoyés. Deux jours après le lancement, le 4 juin, les petits moteurs-fusées de Mars Express sont utilisés pendant quelques minutes pour affiner la trajectoire. Au cours du premier mois du transit vers Mars, le fonctionnement des instruments scientifiques est vérifié puis ceux-ci sont éteints. Durant le reste du transit vers Mars, la sonde poursuit sa route en envoyant régulièrement des données permettant au contrôle au sol de vérifier son fonctionnement. À deux reprises, la caméra HSRC est activée pour prendre en photo la Terre et la Lune puis de Mars à chaque fois à une distance de 5,5 millions de km. Une deuxième manœuvre de correction a lieu en septembre. En novembre, un mois avant le rendez-vous avec Mars, la sonde utilise ses petits moteurs-fusées pour modifier sa trajectoire de manière que l'atterrisseur Beagle qui est dépourvu de propulsion puisse atteindre Mars et se poser sur le site visé. Le 19 décembre 2003, cinq jours avant le rendez-vous avec Mars, le module Beagle 2 est désolidarisé de la sonde par un dispositif pyrotechnique et s'éloigne, repoussé par un mécanisme qui comprend un ressort et qui met l'atterrisseur en rotation pour stabiliser sa trajectoire,.

### Insertion en orbite martienne
Le 20 décembre, la sonde effectue une petite correction de trajectoire. Le 25 décembre, la propulsion principale est utilisée durant 37 minutes et freine la sonde de 1,3 km/s pour l'insérer sur une orbite elliptique de 250 × 150 000 km avec une inclinaison de 25°. Les jours suivants, de petites corrections sont apportées à cette orbite puis le 30 décembre, une correction plus importante place la sonde sur son orbite de travail : c'est une orbite polaire avec une inclinaison de 86°, un périgée de 298 km et un apogée de 10 107 km. Sur l'orbite choisie, la sonde effectue un passage proche de Mars en longeant la surface d'un pôle à l'autre durant lequel elle fait fonctionner ses instruments scientifiques puis elle s'éloigne de Mars et après avoir tourné son antenne vers la Terre, envoie les données recueillies. La première phase dure de 0,5 à 1 heure tandis que la période de communications avec la Terre s'étale sur 6,5 à 7 heures. À chaque nouvelle passe, la sonde longe une latitude légère différente : la distance entre les traces au sol de deux passages est légèrement inférieure à la largeur du balayage de la caméra haute définition,.

### L'échec de Beagle 2
L'atterrisseur Beagle 2 ne dispose pas pour des raisons de poids d'équipements radio lui permettant d'envoyer des données sur sa situation après sa séparation avec l'orbiteur. La première émission radio doit être émise après son atterrissage sur le sol martien qui doit se produire le 25 décembre à 3 h 40. La sonde Mars Odyssey qui doit survoler le site vers 5 h 30 dispose d'un équipement de réception radio lui permettant de recevoir le signal de Beagle 2. Aucun signal ne sera capté par Mars Odyssey lors de son passage ni plus tard,.

### Premiers résultats
Le 23 janvier 2004, la sonde confirme l'existence d'eau sous forme de glace au pôle sud grâce aux instruments « Omega » et « Spicam ».

### Déploiement deMarsis(2005)

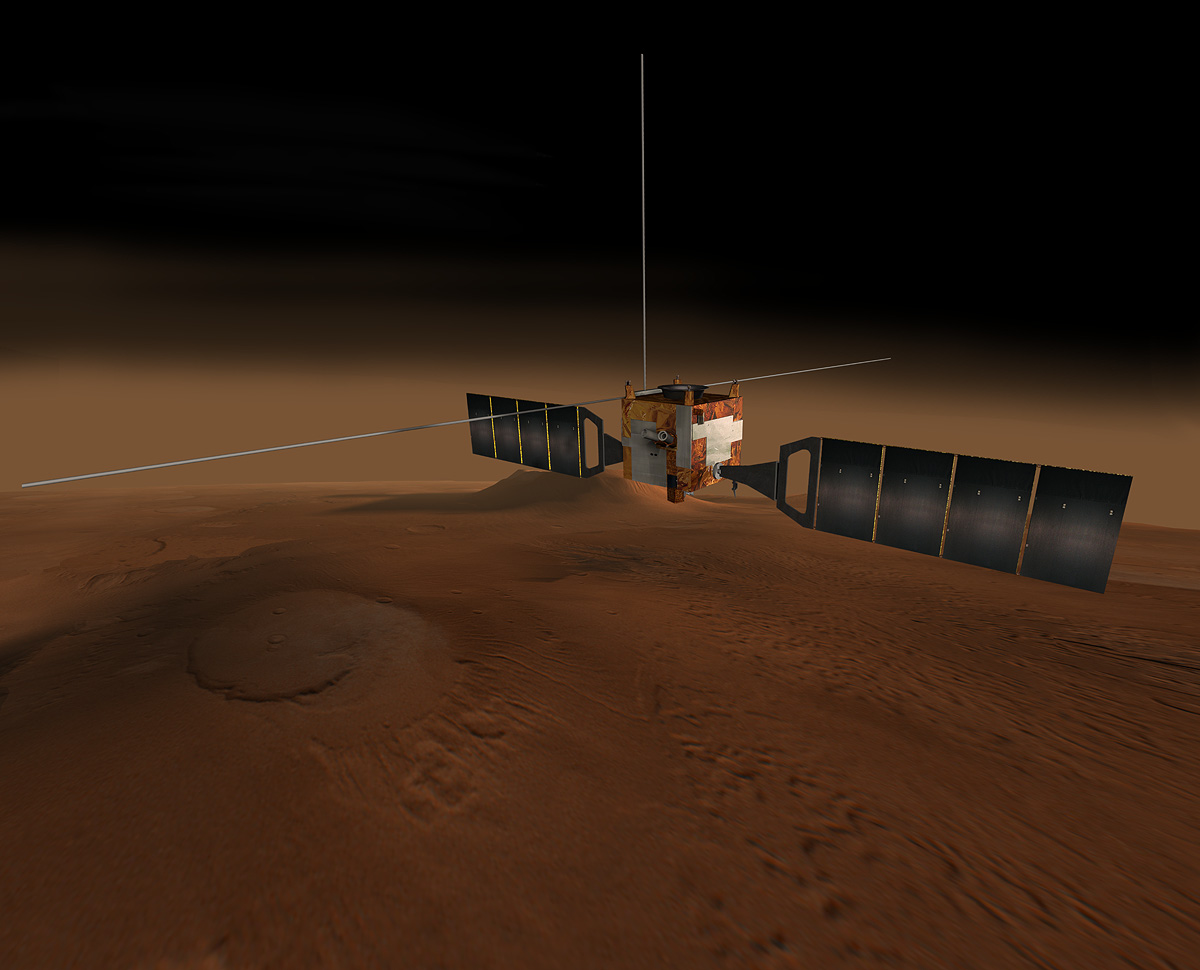
Les antennes du radar sont déployées sur cette vue d'artiste de la sonde spatiale.

Lors de la conception de SHARAD, une version améliorée du radar MARSIS qui sera embarqué à bord de Mars Reconnaissance Orbiter (MRO), des simulations informatiques ont mis en évidence que le déploiement de MARSIS pourrait endommager la sonde en se déployant trop rapidement. Il a donc été décidé en avril 2004 de reporter la mise en service de MARSIS. Après enquête, le déploiement des 3 antennes radar constituant MARSIS se fait avec plus d'un an de retard, le 17 juin 2005. Mais après l'échec de nombreuses missions martiennes (Mars 96, Mars Climate Orbiter, Mars Polar Lander et Nozomi), l'ESA ne voulait prendre aucun risque avec une mission qui avait fait jusque-là un quasi-sans faute. Le radar a été mis en fonction le 19 juin et, après une période de tests, il devrait[Quoi ?] commencer ses premières véritables observations scientifiques le 4 juillet.
Le 13 septembre 2005, une commission d'enquête est créée pour faire la lumière sur la cause du mauvais fonctionnement du spectromètre PFS depuis plusieurs mois. Des vibrations de la sonde dues à son activité ont été avancées pour expliquer la cause du mauvais fonctionnement, sans pouvoir en déterminer l'origine avec précision.

### Survol de Phobos (2009)
Le 3 mars 2010, la sonde européenne est passée à 67 km de Phobos. L’objectif de ce passage à basse altitude était la mesure précise du champ de gravité très faible de Phobos.

### Prolongation de la mission
La mission de Mars Express d'une durée de 2 ans, ce qui correspond à une année martienne, a été prolongée à plusieurs reprises du fait du bon état du satellite et de ses instruments ainsi que de la qualité des données scientifiques produites. Le 28 septembre 2005, l'ESA annonce une première prolongation de 687 jours. Une deuxième prolongation est annoncée le 28 février 2007, ce qui porte la fin de la mission à mai 2009. Une nouvelle prolongation est décidée en février 2009 jusqu'à la fin de cette même année mais le 2 octobre 2009, le Comité de Programme Scientifique de l'ESA prolonge la mission MARS EXPRESS jusqu'au 31 décembre 2012 puis en novembre 2012 de deux nouvelles années. Le 19 novembre 2014, la mission est de nouveau prolongée avec 5 autres missions scientifiques de 2 ans jusqu'au 31 décembre 2016. Le 22 novembre 2016, la mission est de nouveau prolongée avec 9 autres missions scientifiques de 2 ans jusqu'au 31 décembre 2018. Fin 2017, la mission devait s'achever fin 2020. Fin 2018 est annoncée une nouvelle extension de la mission jusque 2022. En mars 2023, est annoncée une nouvelle extension de la mission jusqu'en 2026, voire possiblement jusqu'en 2028.

## Résultats scientifiques
Malgré la modicité du coût de la mission, Mars Express a produit un grand nombre de résultats significatifs sur le plan scientifique. Les plus accessibles sont les photos en trois dimensions spectaculaires des canyons, anciennes vallées fluviales, cratères d'impact et des calottes polaires.

### Découverte de minéraux hydratés

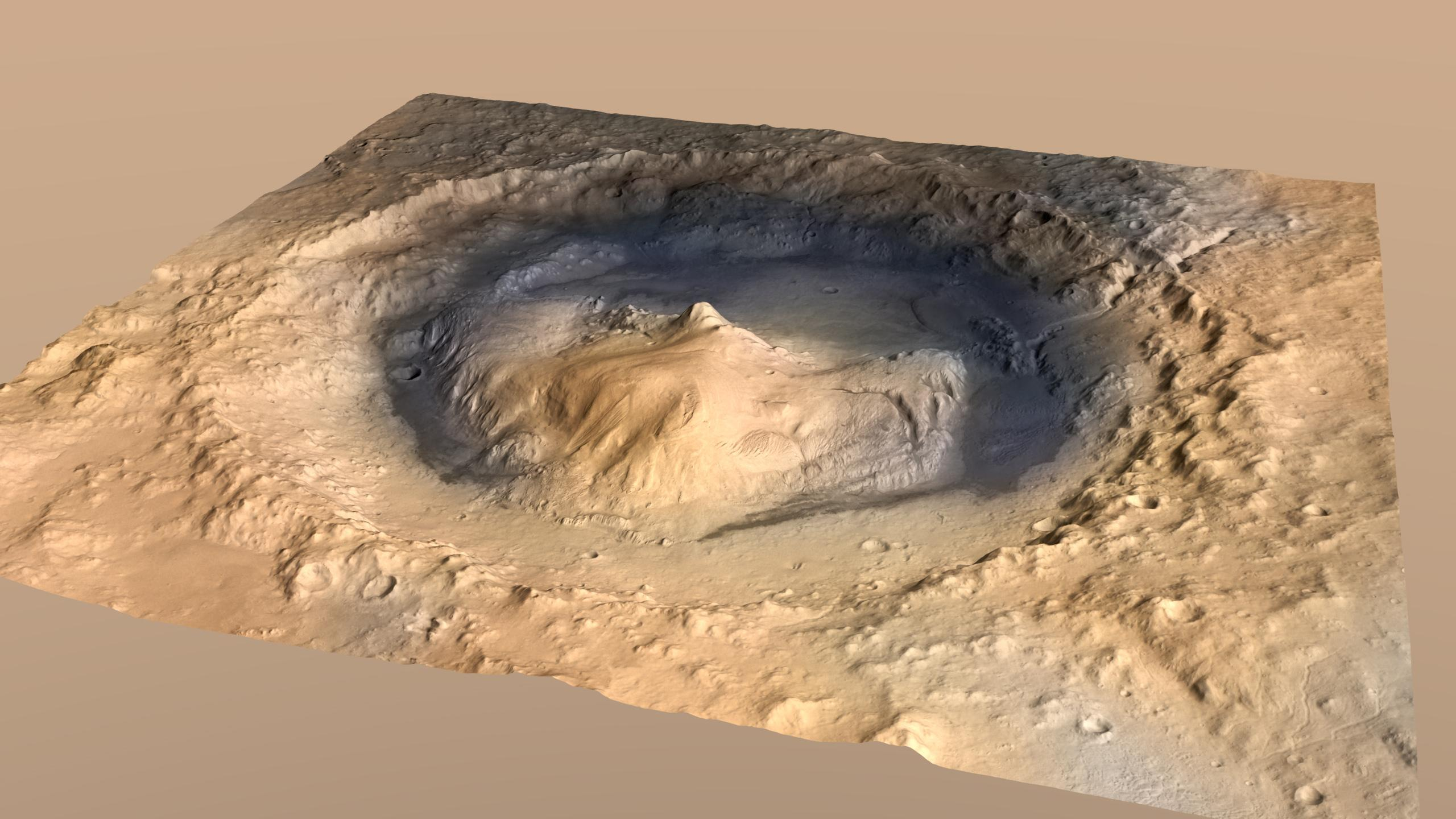
Cette image du cratère Gale a été réalisée à partir notamment de photos prises par la caméra HRSC de Mars Express.

Le spectromètre OMEGA est le premier instrument à avoir détecté la présence de minéraux hydratés à la surface de la planète. Ces minéraux prouvent que, non seulement l'eau a circulé à la surface de la planète comme on le savait déjà à travers différents indices comme la présence de chenaux et de deltas, mais que l'eau a été présente sur des périodes suffisamment longues pour permettre la formation de roches minérales. L'instrument qui dispose d'une résolution de 5 à 10 km a détecté au cours des 10 premières années de la mission la présence de larges surfaces séparées les unes des autres recouvertes de deux types de minéraux hydratés :
- des phyllosilicates (comme l'argile) résultant de la décomposition de roches à la suite de contacts prolongés avec de l'eau. Ce type de terrain a été cartographié principalement dans les régions d'Arabia Terra, de Terra Meridiani, de Syrtis Major, de Nili Fossae et Mawrth Vallis sous la forme de dépôts de couleur sombre et de reliefs érodés ;
- des sulfates hydratés qui se forment au contact d'eaux acides. Les régions recouvertes de ce type de minéral se situent à Valles Marineris, sur de grandes surfaces situées à Terra Meridiani et dans les dunes sombres de la calotte polaire nord.

### Formations géologiques d'origine glaciaire récentes
La caméra HRSC a mis en évidence des formations géologiques d'origine glaciaire récentes situées aux latitudes moyennes et dans les régions tropicales : ces cônes de déjection ont été formés par l'écoulement de matériaux fluides riches en glace.

### Confirmation de la présence d'eau au niveau de la calotte polaire sud
Les mesures effectuées par les engins spatiaux jusqu'à l'arrivée de Mars Express avaient permis de déterminer que la calotte polaire nord était composée principalement de glace d'eau tandis que la calotte polaire sud, plus froide, était composée principalement de glace de dioxyde de carbone avec peut-être de la glace d'eau. L'instrument OMEGA de Mars Express, en mesurant la proportion de la lumière du Soleil et de la chaleur réfléchie par la calotte, a permis d'évaluer que celle-ci était composée à 85 % de dioxyde de carbone et à 15 % de glace d'eau. Les flancs escarpés de la calotte qui marquent la limite avec les plaines environnantes sont faites de glace pure. OMEGA a également permis de découvrir que les couches superficielles des plaines environnantes étaient un mélange de glace d'eau et de sol (pergélisol). Il se pourrait qu'une quantité d'eau beaucoup plus importante que prévu soit ainsi stockée dans le sol de Mars. Le radar MARSIS de la sonde spatiale a permis d'évaluer l'épaisseur des deux calottes polaires qui est évaluée à environ 3,5 km.
Des observations effectuées entre 2012 et 2015 à l'aide du radar embarqué MARSIS ont été longuement analysées. En juillet 2018 l'équipe scientifique de Mars Express annonce, en se basant sur ces données, qu'un lac d'eau à l'état liquide d'environ 20 km de diamètre a été découvert sous une couche de glace de Planum Australe,. Malgré la température très basse (-74 °C), l'eau serait maintenu à l'état liquide grâce à sa saturation en sel. Toutefois la résolution spatiale du radar MARSIS (5 kilomètres) semble un peu juste à certains scientifiques pour permettre d'être complètement affirmatif quant à la présence d'eau liquide.

### Épisodes volcaniques récents
Le volcanisme a joué un rôle majeur dans l'évolution de la surface de Mars. Jusqu'à récemment, les spécialistes estimaient que l'activité volcanique avait cessé il y a 500 à 600 millions d'années. Des images détaillées prises par la caméra HRSC de Mars Express ont montré que certains des volcans les plus massifs de Mars étaient encore en activité il y a quelques millions d'années. Les volcans concernés sont Olympus Mons ainsi que trois volcans géants situés dans la région de Tharsis : Arsia Mons, Pavonis Mons et Ascraeus Mons. Leurs caldéras centrales montrent que leur surface a été refaçonnée au cours des 20 derniers millions d'années. Certains flots de lave auraient pu avoir été émis il y a deux millions d'années. Ces données suggèrent qu'une activité volcanique à petite échelle pourrait encore se produire de nos jours telles que des systèmes hydrothermaux à l'origine de réservoirs souterrains d'eau chaude. La méthode utilisée pour déterminer la date de cette activité volcanique consiste à dénombrer les cratères d'impact visibles en surface ; l'absence de cratères est synonyme d'un terrain formé récemment. Les images prises par HRSC ont également confirmé que les volcans des régions de Tharsis et Elysium sont en activité de manière sporadique depuis des milliards d'années et que l'activité à leur sommet est périodique. Le volcan de Tharsis Montes est celui dont l'activité est la plus récente et il pourrait entrer de nouveau en activité dans un futur proche. Une activité volcanique s'étalant sur une aussi longue période implique que des points chauds se sont maintenus sur des périodes particulièrement longues. Les scientifiques n'ont pas à ce jour[Quand ?] trouvé d'explication à ce phénomène.

### Évaluation du taux d'échappement de l'atmosphère martienne
Il existe de nombreux indices qui prouvent que Mars possédait au début de son existence une atmosphère épaisse, était plus chaude et comportait de grandes quantités d'eau à sa surface. Aujourd'hui, l'eau a disparu et l'atmosphère est devenue extrêmement ténue. Plusieurs théories ont été proposées pour expliquer cette transformation. Parmi celles-ci figure l'échappement atmosphérique, un processus par lequel le vent solaire, en ionisant les couches supérieures de l'atmosphère, arrache les atomes présents qui sont éjectés dans l'espace. L’instrument ASPERA-3 a été spécifiquement conçu pour quantifier ce phénomène. Il a permis de démontrer que ce processus était efficace pour les atomes d'hydrogène et d'oxygène composant les molécules d'eau mais qu'il était peu efficace pour le dioxyde de carbone, composant majoritaire de l'atmosphère martienne. D'autres processus ont dû donc contribuer à la transformation de l'atmosphère martienne.

### Découverte d'aurores polaires localisées
Sur Terre, le phénomène des aurores polaires s'observe dans les régions des pôles lorsque les particules électriquement chargées du vent solaire canalisées par les lignes du champ magnétique terrestre entrent en collision avec les molécules de gaz de la haute atmosphère. La planète Mars ne possède aucun champ magnétique global. Mais l'orbiteur de la NASA Mars Global Surveyor a découvert qu'il subsistait un champ magnétique résiduel dans certaines portions de la croute planétaire. Les scientifiques soupçonnaient que ce champ magnétique résiduel pouvait être à l'origine de phénomènes similaires aux aurores polaires terrestres. L'instrument SPICAM a confirmé cette hypothèse en détectant des émissions de lumière sur la face nocturne de Mars. Les phénomènes détectés s'étendaient au-dessus d'une région d'une trentaine de km de diamètre et débutaient à une altitude évaluée à 150 km. Les régions où se manifestent ces aurores correspondent bien aux zones où subsiste un champ magnétique local.

### Nouvelle couche atmosphérique dans l'ionosphère
Des expériences d’occultation radio ont été menées par Mars Express (Expérience MaRS) pour sonder l'atmosphère martienne. Deux couches avaient été jusque-là identifiées dans l'ionosphère de Mars. Une troisième couche a été détectée grâce à cette expérience. Elle est située entre 65 et 110 km d'altitude alors que les deux autres se trouvent respectivement à 110 et 135 km d'altitude. Cette nouvelle couche se caractérise par une densité d'électrons 10 fois plus faible que la densité moyenne de l'ionosphère martienne. Elle n'est pas continue et sa localisation varie en fonction de l'heure de la journée. Cette couche serait similaire à une couche de l'ionosphère terrestre, dite couche météoritique, créée par la destruction des météorites pénétrant dans l'atmosphère terrestre. Ce processus entraîne la production d'atomes de magnésium et de fer qui interagissent avec le rayonnement ultraviolet du Soleil et l'ionosphère en créant une couche atmosphérique particulière. La faible densité de l'atmosphère martienne fait que le processus de destruction des météorites est moins efficace et est à l'origine du caractère discontinu de cette couche sur Mars.

### Détection de nuages de dioxyde de carbone
Le principal composant de l'atmosphère ténue de Mars est le dioxyde de carbone. Les variations saisonnières du climat de Mars se traduisent principalement par des cycles de vaporisation et de transformation en glace de ce gaz. On connaissait l'existence de nuages de glace de dioxyde de carbone mais c'est Mars Express qui a pu réaliser les premières observations directes de ces formations nuageuses. Plusieurs instruments (OMEGA, SPICAM, HRSC et PFS) ont pu étudier différents aspects de ces nuages situés à haute altitude dans l'atmosphère martienne en particulier au-dessus de l'équateur. Ces mesures ont permis de constater que la présence de nuages de dioxyde de carbone variait d'une année sur l'autre. En mesurant les ombres projetées sur le sol, il a pu être déterminé que ces nuages se situaient à une altitude moyenne de 80 km. SPICAM a même observé une couche de nuages de ce type formée de cristaux particulièrement petits (100 nanomètres de diamètre) à une altitude de 100 km.

### Cartographie et étude de Phobos

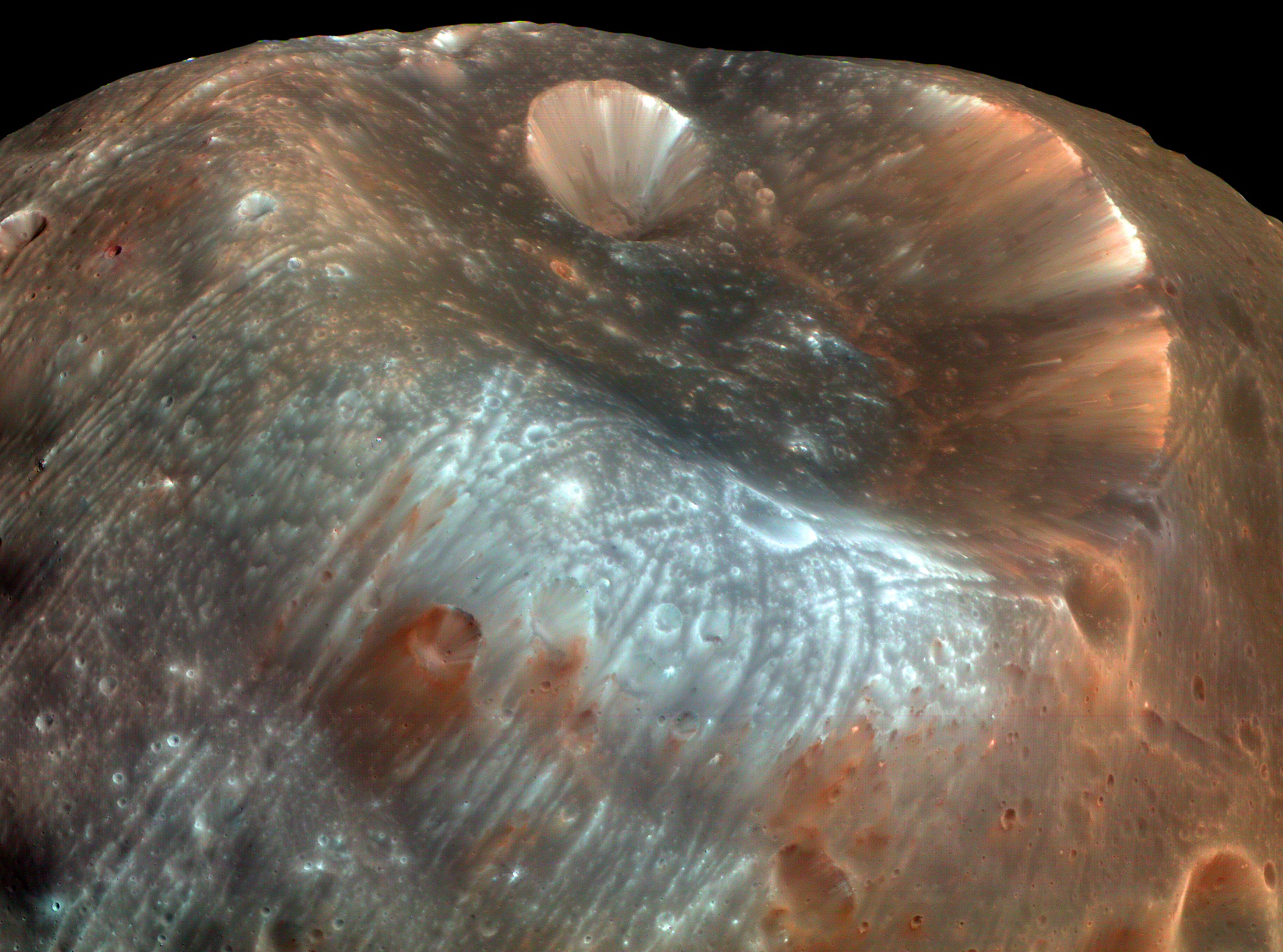
Des phyllosilicates ont été observés près du cratère Stickney de Phobos (sur la photo).

Mars Express a effectué à de nombreuses reprises des survols à faible distance de la lune martienne Phobos. Ces passages rapprochés ont permis de réaliser une cartographie très précise du satellite martien. Le passage le plus proche a été réalisé le 3 mars 2010 lorsque la sonde spatiale est passée à 67 km de sa surface permettant d'effectuer une mesure du changement de vitesse induit par sa gravité. Cette variation, bien que de très faible ampleur (quelques millimètres par seconde), a pu être calculée en mesurant la variation de l'onde porteuse de son signal radio. La masse de Phobos a pu être ainsi évaluée avec une précision 100 fois plus grande que précédemment. En effectuant des calculs du volume de la lune à partir des photos détaillées prises par la caméra de Mars Express, les scientifiques ont pu déduire que la densité de Photos était de seulement 1,86 g/cm3. Cette valeur particulièrement faible semble indiquer que Phobos est un empilement de roches comportant des espaces vides. Si ces roches sont des chondrites primitives, les espaces vides devraient représenter environ 15 % du volume. Si Phobos est constituée de roches d'origine martienne, plus denses, la proportion de vide monterait à 45 %.
La théorie la plus courante en ce qui concerne l'origine des lunes de Mars est que celles-ci sont des astéroïdes capturés par la planète Mars. Mais un objet aussi poreux n'aurait sans doute pas survécu à un tel processus de capture. Par ailleurs, le spectromètre PFS a permis de détecter la présence de minéraux de type phyllosilicate à la surface de Phobos en particulier près de Stickney, le plus grand des cratères d'impact. La faible densité de Phobos et la présence à sa surface de minéraux formés en présence d'eau permettent de penser que Phobos est en réalité le résultat de l'accrétion de matériaux rocheux éjectés de la surface de Mars par un impact géant.

### Détection de méthane
En mars 2004, le spectromètre FPS détecte la présence de petites quantités de méthane dans l'atmosphère. La présence de ce gaz, qui a une durée de vie de 440 ans s'il n'est pas renouvelé, ne peut avoir qu'une origine volcanique ou bactérienne. Il subsiste toutefois une certaine incertitude sur cette découverte car la quantité très faible de méthane détecté se situe à la limite de la sensibilité de l'instrument.